# Spelaeobochica goliath
Espèce
Spelaeobochica goliath est une espèce de pseudoscorpions de la famille des Bochicidae.

## Distribution
Cette espèce est endémique du Minas Gerais au Brésil. Elle se rencontre à Ibiracatu dans la grotte Lapa do Baianinho.

## Description
Le mâle holotype mesure 5,35 mm et les femelles de 5,03 à 5,83 mm. Ce pseudoscorpion est anophtalme.

## Systématique et taxinomie
Cette espèce a été décrite par Viana, Souza et Ferreira en 2018.

## Étymologie
Son nom d'espèce lui a été donné en référence à Goliath.

## Publication originale
- Viana, Souza & Ferreira, 2018 : « Spelaeobochica goliath (Arachnida: Pseudoscorpiones: Bochicidae), a new troglobitic pseudoscorpion from Brazil. » Zootaxa, no 4402(3), p. 585-594.